# Szentes
Szentes este un oraș în districtul Szentes, județul Csongrád, Ungaria, având o populație de 28.444 de locuitori (2011). 

## Demografie
Componența etnică a orașului Szentes
     Maghiari (96,4%)
     Romi (1,9%)
     Necunoscut (0,63%)
     Alții (1,07%)
Componența confesională a orașului Szentes
     Fără religie (29,36%)
     Romano-catolici (23,61%)
     Reformați (14,52%)
     Atei (1,64%)
     Luterani (1%)
     Necunoscută (29,48%)
     Alte religii (1,22%)
Conform recensământului din 2011, orașul Szentes avea 28.444 de locuitori. Din punct de vedere etnic, majoritatea locuitorilor (96,4%) erau maghiari, cu o minoritate de romi (1,9%). Apartenența etnică nu este cunoscută în cazul a 0,63% din locuitori. Nu există o religie majoritară, locuitorii fiind persoane fără religie (29,36%), romano-catolici (23,61%), reformați (14,52%), atei (1,64%) și luterani (1,0%). Pentru 29,48% din locuitori nu este cunoscută apartenența confesională.